# 五島新報新聞
五島新報新聞（ごとうしんぽうしんぶん、題字は｢五島新報｣｣）とは株式会社五島新報新聞社が毎月の第2、4週間の土曜日に発行している週刊紙である。かつて五島市には、五島新聞社があったが1999年末に廃刊となった。その後をついで五島新報が2006年11月に創刊された。

## 本社所在地
- 発行所 〒853-0004 長崎県五島市幸町8-12

## 購読料
- 1部売り -300円
- 半年(12回) -3500円
- 1年(24回) -6600円